# 地方言語または少数言語のための欧州憲章

濃い緑：すでに署名と批准を済ませた国
黄緑：すでに署名はしたが批准していない国
白：署名していない国
灰色：欧州評議会に加盟していない国

地方言語または少数言語のための欧州憲章（英:European Charter for Regional or Minority Languages, ECRML; 仏:Charte européenne des langues régionales ou minoritaires）とは欧州評議会の主導で1992年に採択されたヨーロッパの地方言語や少数言語の保護・促進のためのヨーロッパの条約 (CETS 148) である。
この憲章は、歴史的に（最近の他国からの移民も含めて）条約締結国の国民により使用されていて、多数者言語もしくは公用語と著しく異なったり、ある地方において使用されていたり、国家全体で言語的少数者によって使用されていたりする言語にのみ適用される。また、多数者の言語や公用語の方言、国家内の地方の歴史的構成員によって話されてきた言語、いろいろな地理上の地方で使われる、イディッシュ語やロマ語などの言語も含まれる。
ある行政区画で公式に使われるスペインのカタルーニャ語のような言語は国家の公用語として分類されないため憲章により保護されることがある。他方、アイルランドはアイルランド語が少数言語であるにもかかわらず国家の第1公用語としているためにこの憲章の利益を受けられないので調印できずにいる。イギリスは北アイルランドのアイルランド語について憲章を批准した。フランスは、調印はしているものの、憲法上フランスの言語について憲章を批准できないでいる。
この憲章では締約国がさまざまな方法で歴史的言語、地方言語、少数言語の保護および推進が取れるような措置が提供されている。保護には2つの段階がある。
- すべての調印国は最低限の保護として言語の質の維持に努めなければならない。
- 調印国は、保護する言語に高度な保護のために例示された一定範囲の取り組みについて、35項目以上において実施国での保証の同意が得られた場合、さらなる保護による利便性を宣言できる。

## 批准国
国名の後に続く言語が保護の対象である。国名、言語名はそれぞれ五十音順。

### アルメニア
2002年1月25日批准
- アラム語
- ギリシア語
- クルド語
- ヤジーディー語
- ロシア語

### イギリス
2001年3月27日批准
- アイルランド語
- ウェールズ語
- スコットランド・ゲール語
- コーンウォール語
- スコットランド語（北アイルランド）
- マン島語

### ウクライナ
2005年9月19日批准
- ベラルーシ語
- ブルガリア語
- クリミア・タタール語
- ガガウズ語
- ギリシャ語
- ドイツ語
- ハンガリー語
- イディッシュ語
- モルドバ語
- ポーランド語
- ルーマニア語
- ロシア語
- スロバキア語

### オーストリア
2001年6月28日批准
- クロアチア語（ブルゲンラント州）
- スロバキア語
- スロベニア語
- チェコ語
- ハンガリー語
- ロマ語

### オランダ
1996年5月2日批准
- イディッシュ語
- 低ザクセン語
- フリジア語
- リンブルフ語
- ロマ語

### キプロス
2002年8月26日批准
- アルメニア語

### クロアチア
1997年11月5日批准
- イタリア語
- ウクライナ語
- スロバキア語
- セルビア語
- チェコ語
- ハンガリー語
- パンノニア・ルシン語

### スイス
1997年12月23日批准
- イタリア語
- ロマンシュ語

### スウェーデン
2000年2月9日批准
- フィンランド語
- サーミ語
- メアンキエリ（Meänkieli、スウェーデン東部で使われるフィンランド語の方言のひとつ）

### スペイン
2001年4月9日批准
- アストゥリアス語
- アラゴン語
- アラン語
- カタルーニャ語
- ガリシア語
- バスク語
- バレンシア語

### スロバキア
2001年9月5日批准
- ウクライナ語
- クロアチア語
- チェコ語
- ドイツ語
- ハンガリー語
- ブルガリア語
- ポーランド語
- ロマ語
- ロシア語

### スロベニア
2000年10月4日批准
- イタリア語
- ハンガリー語
- ロマ語

### デンマーク
2000年9月8日批准
- ドイツ語

### ドイツ
1998年9月16日批准
- 低ザクセン語（北ドイツ全域）
- ソルブ語
- デンマーク語
- フリジア語
- ロマ語

### ノルウェー
1993年11月10日批准
- サーミ語
- フィンランド語
- ロマ語

### ハンガリー
1995年4月26日批准
- クロアチア語
- スロバキア語
- スロベニア語
- セルビア語
- ドイツ語
- ルーマニア語

### フィンランド
1994年11月9日批准
- サーミ語
- スウェーデン語

### ポーランド
2009年2月12日批准
- アルメニア語
- イディッシュ語
- ウクライナ語
- カシューブ語
- カライム語
- スロバキア語
- タタール語
- チェコ語
- ドイツ語
- ヘブライ語
- ベラルーシ語
- リトアニア語
- レムコ語
- ロシア語
- ロマ語

### リヒテンシュタイン
1997年11月18日批准

### ルクセンブルク
2005年6月22日批准